# Jan Kazimierz Worłowski
Jan Kazimierz Michałowicz Worłowski herbu Lubicz (zm. 7 kwietnia 1689 roku) – podstoli kowieński w latach 1686–1689, podstarości kowieński w latach 1678–1689. podczaszy starodubowski już w 1666 roku, sekretarz i dworzanin pokojowy Jego Królewskiej Mości.
Żonaty z Dorotą Jerzówną Strebeykówną i Zofią Blinstrupówną.
Był wyznawcą kalwinizmu.
Poseł sejmiku kowieńskiego na sejm 1681 roku, sejm 1683 roku, sejm 1685 roku, sejm zwyczajny 1688 roku.